# Escrita ibérica meridional

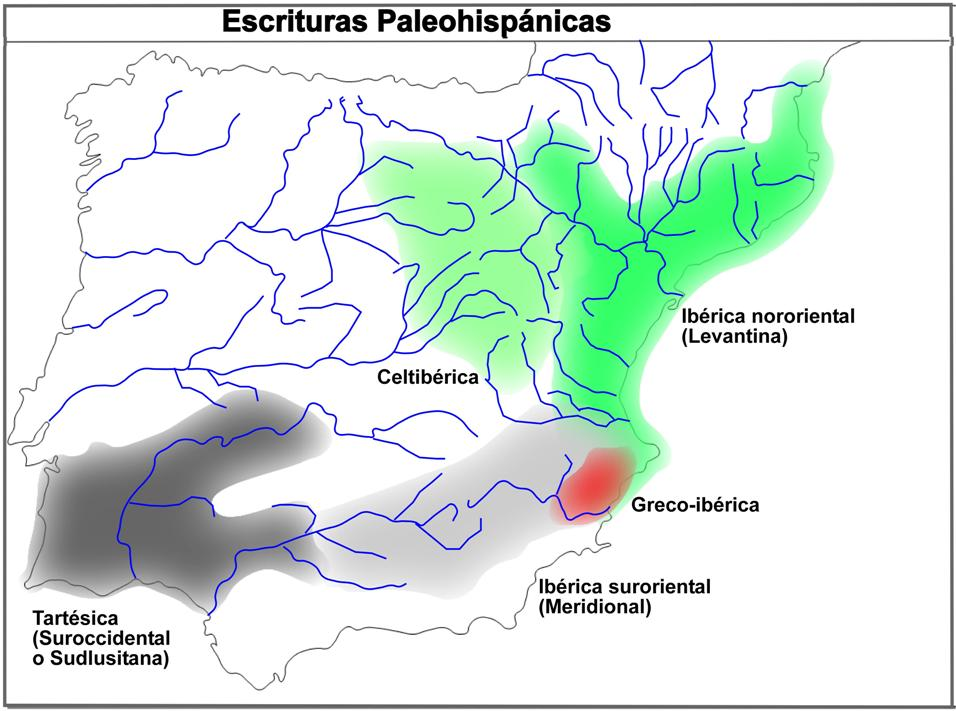
Escritas paleohispânicas

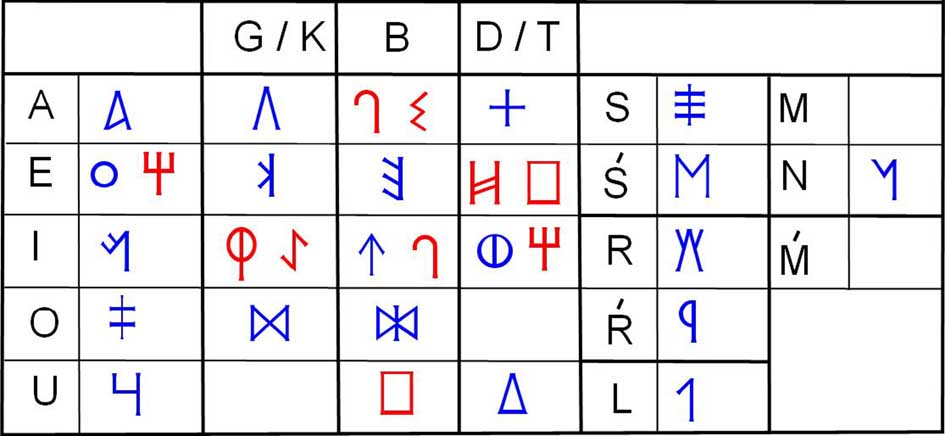
Uma proposta de signario ibérico suroriental (Adaptado de Correa 2004)

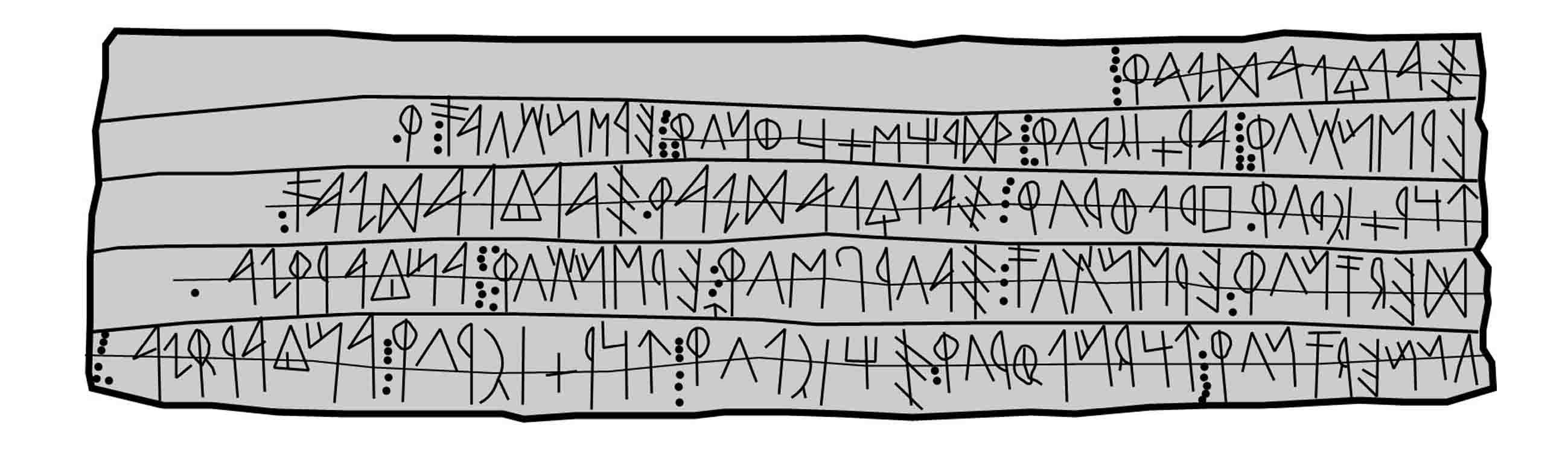
Cara A do chumbo de La Bastida de las Alcusas (Mogente)

A escrita ibérica meridional, também conhecida como suroriental, é uma escrita paleohispânica muito similar à escrita do sudoeste, mas esta expressa língua tartéssica e a escrita ibérica meridional expressa língua ibérica, como a escrita ibérica nororiental e o alfabeto greco-ibérico. Como a maior parte das outras escritas paleohispânicas, à excepção do alfabeto greco-ibérico, esta escrita presenta signos que representam consoantes e vogais, como os alfabetos, e signos que representam sílabas, como os silabários. A sua utilização é conhecida entre os séculos IV e II a.C. no sudeste da Península ibérica (Andaluzia oriental, Murcia, Albacete, Alicante e Valencia). Os seus textos apresentam-se quase sempre da direita para esquerda. 